# Friedrich Wilhelm Bessel
Friedrich Wilhelm Bessel (22. července 1784 Minden, Vestfálsko – 17. březen 1846 Královec (Königsberg), Prusko) byl německý astronom, matematik, geodet a ředitel observatoře v Královci. V roce 1838 jako první člověk změřil roční paralaxu hvězdy (konkrétně 61 Cygni) a také vypočítal její vzdálenost od Země. Tak také definitivně dořešil Archimédův argument proti heliocentrickému systému.
Při studiu gravitačního problému více těles vyřešil některé důležité diferenciální rovnice zvané dnes Besselovy rovnice. Jejich řešení je dnes zvané Besselovy funkce.
K jeho největším dílům patří práce na stupňovém měření v letech 1838–1841, které sám prováděl a jehož výsledky se staly základem pro mnohé pozdější práce. Na základě těchto měření vypočetl v roce 1841 rozměry referenčního elipsoidu, který nese jeho jméno. Besselův elipsoid byl použit i pro definování souřadnicového systému Jednotné trigonometrické sítě katastrální v Československu ve dvacátých letech 20. století.
Vypočítal také dráhu Halleyovy komety. Je po něm pojmenován měsíční kráter Bessel.

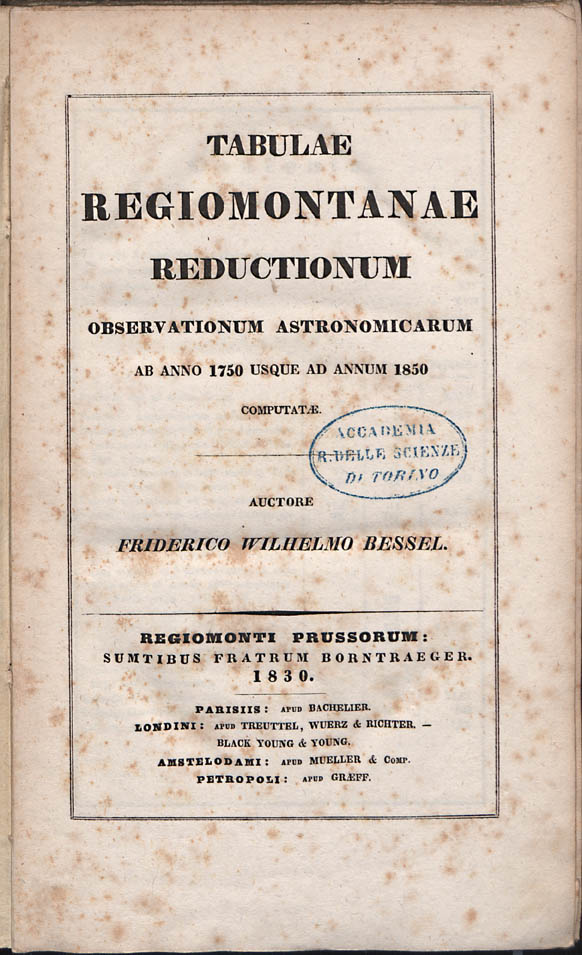
Tabulae Regiomontanae reductionum observationum astronomicarum ab anno 1750 usque ad annum 1850 computatae, 1830